# دار الهلال
دار الهلال تُعد أقدم مؤسسة ثقافية صحافية مصرية وعربية تأسست عام 1892 على يد جورجي زيدان في مصر، بينما تعد مجلة الهلال التي تصدر عن الدار من أقدم المجلات العربية التي تعمل في مجال الثقافة، وقد صدر العدد الأول منها في عام 1892بافتتاحية كتبها جورجي زيدان أوضح فيها خطته، وغايته من إصدارها.وكان زيدان ينشر فيها كتبه على هيئة فصول متفرقة. وقد لقيت المجلة قبولا من الناس حتى لم يكد يمضي على صدورها خمس سنوات حتى أصبحت من أوسع المجلات انتشاراً، وكان يكتب فيها عمالقة الفكر والأدب في مصر والعالم العربي، ورأس تحريرها على مدى مسيرتها المديدة كبار الكتاب والأدباء. تعددت بعدها إصدارات دار الهلال ما بين المجلات والكتب والروايات والكتب الطبية. إلا أن مجلة المصور كانت من أقدم المجلات التي أصدرتها الدار، حيث جاء صدور عددها الأول في عام 1924 وواكب ذلك مجموعة من الأحداث في مصر والعالم العربي سجلتها المجلة وتابعتها بالكلمة والصورة بشكل أكسبها شعبية واضحة بين القراء. وقد تولى رئاسة تحريرها عدد من رواد الإعلام في مصر أبرزهم إميل وشكري زيدان، فكري أباظة، علي أمين، أحمد بهاء الدين، صالح جودت، أمينة السعيد ومكرم محمد أحمد.

## أصدارات الدار
- مجلة الهلال
- مجلة الاثنين والدنيا ( توقف نشرها )
- مجلة حواء
- مجلة المصور
- مجلة الكواكب
- كتاب الهلال
- روايات الهلال
- مجلة سمير (1956-حتى الآن)
- مجلة ميكي (1959-2003)
- مجلة توم وجيري (2004-2005)
- طبيبك الخاص

## جهات تابعة
- وكالة الهلال للإعلان.
- وكالة الهلال للتوزيع.
- مطابع الهلال.

## روابط خارجية
- الموقع الرسمي لدار الهلال